# 马斯特顿
马斯特顿（Masterton）是新西兰惠灵顿大区的一个镇，位于北岛南部。

## 友好城市
- 日本廿日市市
- 中華人民共和國長春市
- 澳大利亚阿米代尔